# Liste der Kulturdenkmäler in Rhaunen
In der Liste der Kulturdenkmäler in Rhaunen sind alle Kulturdenkmäler der rheinland-pfälzischen Ortsgemeinde Rhaunen aufgeführt. Grundlage ist die Denkmalliste des Landes Rheinland-Pfalz (Stand: 12. Juni 2023).

## Denkmalzonen
| Bezeichnung                    | Lage                               | Baujahr | Beschreibung                                                                                                 | Bild |
| ------------------------------ | ---------------------------------- | ------- | --- | ---- |
| Denkmalzone Jüdischer Friedhof | südwestlich des Ortes im Wald Lage | ab 1893 | 33 Grabsteine in zwei Reihen, ab 1893; überwiegend Vorderseiten hebräisch, Rückseiten lateinisch beschriftet | BW   |

## Einzeldenkmäler
| Bezeichnung                        | Lage                      | Baujahr                            | Beschreibung | Bild                           |
| ---------------------------------- | ------------------------- | ---------------------------------- | --- | ------------------------------ |
| Wohnhaus                           | Am Wartenberg 2 Lage      | frühes 18. Jahrhundert             | Eckwohnhaus, teilweise Fachwerk (verschiefert), frühes 18. Jahrhundert; ortsbildprägend | Fotos hochladen                |
| Wohnhaus                           | Am Wartenberg 3 Lage      | spätes 19. Jahrhundert             | blockhafter Walmdachbau, spätes 19. Jahrhundert | Fotos hochladen                |
| Rathaus                            | Hauptstraße 8 Lage        | 1723                               | Krüppelwalmdachbau mit Ratslaube, teilweise Fachwerk (verschiefert), Glockenstuhl, bezeichnet 1723 | weitere Bilder Fotos hochladen |
| Amtshaus                           | Hauptstraße 10 Lage       | 1901                               | ehemaliges Amtshaus; späthistoristischer Schieferbruchsteinbau, Neurenaissance, 1901 | Fotos hochladen                |
| Forstamt                           | Hauptstraße 43 Lage       | 1911                               | Heimatstilbau, 1911 | Fotos hochladen                |
| Katholische Pfarrkirche St. Martin | Kirchstraße Lage          | 1887/88                            | dreischiffige neugotische Hallenkirche, 1887/88, nach Plänen des Franziskaners Paschalis (bürgerlich: Theodor Gratze), Warendorf; ortsbildprägend                                                                  | weitere Bilder Fotos hochladen |
| Katholisches Pfarrhaus             | Kirchstraße 3 Lage        | 1863                               | spätklassizistischer Massivbau, 1863 | Fotos hochladen                |
| Wildgräflicher Hof                 | Otto-Conrad-Straße 3 Lage | zweite Hälfte des 18. Jahrhunderts | Putzbau mit Mansarddach, zweite Hälfte des 18. Jahrhunderts | weitere Bilder Fotos hochladen |
| Katasteramt                        | Poststraße 18 Lage        | 1911                               | ehemaliges Katasteramt; leicht asymmetrisch gruppierter Mansarddachbau, 1911 | BW                             |
| Amtsgericht                        | Pühlstraße 37 Lage        | 1899                               | ehemaliges Königliches Amtsgericht mit Gefängnis und Gefängnishof; schlossartiger neubarocker Schieferbruchstein-Komplex, 1899; mit Ausstattung                                                                    | BW                             |
| Wohnhaus                           | Salzengasse 1 Lage        | spätes 19. Jahrhundert             | gründerzeitliches Wohnhaus mit Schwebegiebel, spätes 19. Jahrhundert | Fotos hochladen                |
| Schulhaus                          | Salzengasse 3 Lage        | 1862                               | ehemalige katholische Schule; blockhafter Walmdachbau, Rundbogenstil, 1862 | Fotos hochladen                |
| Neue Schule                        | Schulstraße 9 Lage        | 1928                               | ehemalige neue Schule; Dreiflügelanlage, 1928, Architekt Nicolaus Coenen, Bernkastel | BW                             |
| Evangelische Pfarrkirche           | Schustergasse Lage        | zweite Hälfte des 13. Jahrhunderts | Saalbau, um 1700; Dreiseitschluss und Westgiebel spätgotisch; Nordturm aus der zweiten Hälfte des 13. Jahrhunderts, Spitzhelm um 1570; mit Ausstattung, u. a. Orgel 1723 von Johann Michael Stumm; ortsbildprägend | weitere Bilder Fotos hochladen |
| Wohnhaus                           | Unterdorf 12 Lage         | 18. Jahrhundert                    | Wohnhaus, teilweise Fachwerk, teilweise verschiefert, 18. Jahrhundert | BW                             |
| Wohnhaus                           | Unterdorf 16 Lage         | um 1800                            | stattliches Wohnhaus, teilweise Fachwerk (verputzt), Mansarddach, um 1800 | BW                             |